# 傑斐遜鎮區 (印地安納州亨廷頓縣)
傑佛遜鎮區（英語：Jefferson Township）是位於美國印地安納州亨廷頓縣的一個行政鎮區。

## 地方資料
根據2010年美國人口普查的數據，傑佛遜鎮區的面積為94.40平方千米，當中陸地面積為93.70平方千米，而水域面積為0.70平方千米。當地共有人口757人，而人口密度為每平方千米8.02人。